# Microgramma tobagensis
Microgramma tobagensis är en stensöteväxtart som först beskrevs av Carl Frederik Albert Christensen, och fick sitt nu gällande namn av Charles Dennis Adams och Baksh-com. Microgramma tobagensis ingår i släktet Microgramma och familjen Polypodiaceae. Inga underarter finns listade.